# Højskolesangbogen
Højskolesangbogen är Danmarks mest spridda sångbok. Den anses uppta de viktigaste sångerna från Danmarks kulturarv. Den har publicerats i 18 upplagor och har sålts i 2,4 miljoner exemplar.

## Bakgrund
Under 1800-talet utvecklades i Danmark en tradition med gemensam sång (danska: fællessang) då människor möttes. Till en början sjöngs det mest i mer välbärgade kretsar och då var det ofta tal om glada visor skrivna av akademiker, med många lärda anspelningar till den europeiska kulturens vagga i antikens Grekland och Romarriket.
Den gemensamma sången fick stöd vid 1800-talets början av den nya skollagen 1814, då man, inspirerade av upplysningstidens ideal, införde den obligatoriska skolan så att allmänheten fick lära sig läsa - och därmed också läsa sångtexter. Samtidigt lades också stor vikt vid fosterlandet i och med Slesvig-holsteinska kriget och Dansk-tyska kriget i mitten av århundradet. 
N.F.S. Grundtvig var en av stöttepelarna inom folkbildningen och på hans initiativ infördes den första 
folkhögskolan 1844 och fler följde snart efter. Därmed tog också den gemensamma sången fart på allvar. I slutet av seklet utgav tre folkhögskolor ett urval om 700 sånger, i huvudsak av Grundtvig, och grunden för Højskolesangbogen var lagd.

## Bokens historia
År 1894 utkom den första boken med titeln Sangbog udgivet af Foreningen for højskoler og landbrugsskoler
och den innehöll 506 utvalda sånger. De första åren utkom regelbundet nya utgåvor och upplagorna var relativt små. På så sätt kom redan 1922 den 10:e upplagan och sammanlagt hade 120 000 böcker getts ut. Från och med den elfte upplagan fick boken det mer idiomatiska namnet Folkehöjskolens Sangbog och det stora genombrottet kom med den 13:e upplagan som publicerades 1939 och som användes under andra världskriget bland annat under de stora allsångsstämmor som då ägde rum. De fosterländska sångerna tjänade som de vanliga danskarnas stilla protest mot den tyska ockupationen och denna upplaga utkom i 335 700 exemplar innan den 1951 avlöstes av den 14:e upplagan.
Den 15:e utgåvan utvidgades med sånger på tyska, engelska och franska som komplement till sångerna på danska och de övriga nordiska språken som dittills funnits. I den 17 utgåvan tog man bort de icke-nordiska sångerna, men i den 18:e kom tysk- och engelskspråkiga sånger med igen och dessutom fem danska sånger som översatts till engelska. Den 18:e upplagan består av 166 sånger och boken heter sedan dess Højskolesangbogen. En motsvarighet till Højskolesangbogen fanns i Sønderjylland under den tyska tiden i Den blå sangbog.

## Sångbokens innehåll
Sångboken innehåller sammanlagt 572 sånger och psalmer. Den är uppdelad i olika delar, till exempel:
- Morgon
- Kväll
- Tro
- Liv
- Frihet och gemenskap
- Årets gång
  - Tidig vinter
  - Tidig vår
  - Sen vår
  - Tidig sommar
  - Midsommar
  - Högsommar
  - Advent
  - Jul
  - Nyår
  - Påsk
  - Pingst

En nyhet i den 18:e utgåvan är att alla sånger försetts med ackordanalys.

### Författare
Genom åren har de stora psalmdiktarna varit flitigt representerade i boken och är så alltjämt, Således förekommer Grundtvig, B.S. Ingemann, Thomas Kingo och St. St. Blicher. Bland de profana texterna återfinns poeter som Jeppe Aakjær, Jens Rosendal, Benny Andersen, Johannes V. Jensen, Frank Jæger, H.C. Andersen, Poul Henningsen, H.A. Brorson och C. Hostrup. Några av de senaste bidragsgivarna är Kim Larsen, Martin Brygmann, Suzanne Brøgger, Johannes Møllehave och Sebastian.

### Kompositörer
Bland melodiernas upphovsmän återfinns Carl Nielsen, Thomas Laub, Oluf Ring, C.E.F. Weyse och Otto Mortensen, samt bland de nyare Benny Andersen, Tony Vejslev och Bjarne Haahr.